# الجمعية الأوروبية للتغذية السريرية والأيض
الجمعية الأوروبية للتغذية السريرية والأيض هي منظمة معنية بالتغذية بالحقن، التغذية المعوية، ترويج البحوث الأساسية والسريرية، التعليم الأساسي والمتقدم، وتنظيم البيانات الموحدة الصادرة في مجال الرعاية الصحية والرقابة النوعية على الرعاية.
وتم ترسيخ قواعد المنظمة في اجتماع غير رسمي في عام 1979 وتم فيه الاتفاق على إنشاء منظمة متعددة المجالات مكرسة لدراسة مشاكل الأيض المرتبطة بالأمراض الحادة وأثارها الغذائية والسيطرة عليها. تم إنشاء الجمعية رسميًا عام 1980 وكان مسماها الجمعية الأوروبية للتغذية بالحقن والتغذية المعوية وتم تغيير اسمها لاحقًا للجمعية الأوروبية للتغذية السريرية والأيض.
تعقد اجتماعات سنوية للجمعية في مدينة أوروبية مختلفة كل عام بحضور أكثر من 3000 مشاركًا من 82 بلدًا مختلفًا.
ويصدر عن الجمعية جريدة نصف شهرية باسم Clinical Nutrition بالإضافة إلى (كلنيكال نيوتريشان سابليمنتس) وجريدة اليكترونية كإصدارات الجمعية الرسمية. وتُنشر بواسطة شركة Elsivier.
وتساهم الجمعيات الأوروبية للتغذية بالحقن والتغذية المعوية من مختلف الدول في الجمعية الأوروبية للتغذية السريرية كتكتلات مثل الجمعية البريطانية والجمعية الألمانية ... إلخ.
و يقدم أعضاء الجمعية –برعايتها– دعمًا للكثير من المشاريع ومنها: نيوتريشان داي «NutritionDay»، هوم أرتيفيشال نيوترشان "Home Artificial Nutrition"، وفايت أجاينست مالنيوترشان "Fight Against Malnutrition".